# Julius Valentiner
Poul Christian Julius Valentiner (født 8. august 1850 på Gjeddesdal, død 22. juli 1915) var en dansk overretssagfører, politiker, godsejer og bankdirektør, bror til N.H. Valentiner og far til P.A. Valentiner.
Han var søn af godsejer og etatsråd Adolph Valentiner og hustru Elise født Jacobsen. Valentiner blev student fra Roskilde Katedralskole i 1867 og cand.jur. fra Københavns Universitet i 1883. I mellemtiden købte han hovedgården Bøstrup, hvor han arbejdede som landmand 1871-80, og efter sin eksamen var han sagførerfuldmægtig hos Octavius Hansen og L. Arntzen. Fra 1886 til 1912 virkede han som overretssagfører i København. Han var desuden direktør for Dansk Arbejderbank 1895-1915 og fra 1898 til 1908 medlem af Frederiksberg Kommunalbestyrelse for Socialdemokratiet.
Fra 1902 til 1909 var han formand for Frederiksberg Kammermusikforening. Han var desuden bestyrelsesmedlem i Arbejdernes Byggeforening, Asylselskabet på Frederiksberg og medlem af repræsentantskabet for Dansk Sparemærke-Kasse. I 1900 blev han Ridder af Dannebrog.
Han blev gift 20. maj 1874 med Bolette Sophie Elisabeth Lind (28. april 1850 i København - 29. januar 1920 på Frederiksberg), datter af biskop Peter Engel Lind og hustru Agnes Lund.
Julius Valentiners Vej i Lindevang-kvarteret på Frederiksberg er opkaldt efter ham.